# Varanus caudolineatus
Varanus caudolineatus är en ödleart som beskrevs av George Albert Boulenger 1885. Varanus caudolineatus ingår i släktet Varanus och familjen Varanidae. Inga underarter finns listade i Catalogue of Life.
Arten förekommer i delstaten Western Australia i Australien. Honor lägger ägg. Ödlan vistas i torra skogar, savanner och i klippiga regioner. Den klättrar på träd och på klippor. Exemplaren gömmer sig bakom stenar, i bergssprickor och under lösa barkskivor. Födan utgörs av insekter och små ödlor.
För beståndet är inga hot kända. Hela populationen anses vara stabil. IUCN listar arten som livskraftig (LC).